# Крещение Литвы (картина Матейко)
«Крещение Литвы» (пол. Chrzest Litwy) — картина польского художника Яна Матейко на исторический сюжет, созданная в 1888 году. Часть цикла «История цивилизации в Польше». Хранится в Национальном музее в Варшаве.

## Описание и история картины
Матейко изобразил момент крещения литовских князей и бояр в великую субботу 1387 года. В правой части картины стоит высокий крест, на алтаре рядом с ним находится триптих с изображением Остробрамской Богородицы. На крест смотрит королева Польши Ядвига, стоящая под знаменем и держащая в руке чашу для мессы. Рядом с королевой сидит её муж Владислав II Ягелло, который передает посох стоящему перед ним первому виленскому епископу Андрею Ястржембецу. В церемонии инвеституры участвует и архиепископ гнезненский Бодзента, который склоняется, благословляя пастораль.
Перед крестом преклоняют колени литовские бояре и князья: Виганд, Владимир, Дмитрий-Корибут, Свидригайло, Борис, Коригайло, Наримунт-Глеб. В левой части картины францисканский монах благословляет собравшихся открытой Библией. Перед ним изображены брат короля Скиргайло (с копьем) и двоюродный брат Витовт. У рощи католические священники произносят проповедь для новых христиан. В правой части картины, прямо на берегу Вилии, епископ Радлич совершает коллективное крещение литовцев.